# Aeolus latifasciatus
Aeolus latifasciatus là một loài bọ cánh cứng trong họ Elateridae. Loài này được Schwarz miêu tả khoa học năm 1906.